# Zineddine Bourebaba
Zineddine Bourebaba (Évry, 28 september 2002) is een Frans voetballer van Algerijnse afkomst die doorgaans als middenvelder speelt.

## Carrière
Zineddine Bourebaba speelde in de jeugd van Savigny Le Temple FC, RC Fontainebleau, Paris FC, AS Monaco en FC Utrecht. In 2020 maakte hij de overstap naar Jong FC Utrecht, waar hij op 14 september 2020 in de met 1-2 verloren thuiswedstrijd tegen Jong AZ zijn debuut in het betaald voetbal maakte. Hij begon in de basisopstelling en kreeg in de 90+3e minuut zijn tweede gele kaart en moest zodoende het veld verlaten. Na nog een korte invalbeurt tegen Roda JC Kerkrade, werd zijn contract bij Utrecht begin februari 2021 in onderling overleg ontbonden vanwege privéomstandigheden.

### Statistieken
| Seizoen                       | Club            | Land           | Competitie     | Competitie | Competitie | Beker | Beker | Totaal | Totaal |
| Seizoen                       | Club            | Land           | Competitie     | Wed.       | Dlp.       | Wed.  | Dlp.  | Wed.   | Dlp.   |
| ----------------------------- | --------------- | -------------- | -------------- | ---------- | ---------- | ----- | ----- | ------ | ------ |
| 2020/21                       | Jong FC Utrecht | Nederland      | Eerste divisie | 2          | 0          | –     | –     | 2      | 0      |
| Carrièretotaal                | Carrièretotaal  | Carrièretotaal | Carrièretotaal | 2          | 0          | 0     | 0     | 2      | 0      |
| Bijgewerkt op 3 februari 2021 |                 |                |                |            |            |       |       |        |        |